# 1912 코파 델 레이 결승전
1912 코파 델 레이 결승전(스페인어: La Final de la Copa del Rey de 1912)는 스페인의 축구 컵대회인 코파 델 레이의 10번째 결승전이다. 이 경기는 1912년 4월 7일, 바르셀로나의 라 인두스트리아에서 열렸다. 이 경기의 승자는 바르셀로나로 마드리드의 소시에다드 힘나스티카를 2-0으로 격파했다.

## 경기 상세 정보
| 바르셀로나                        | 2–0 | 소시에다드 힘나스티카 |
| --------------------------------- | --- | --------------------- |
| 알프레도 마사나 · 호세 로드리게스 |     |                       |

| 바르셀로나:              |
|                          |
| 루이스 레녜              |
| 이리사르                 |
| 마누엘 아메차수라 (주장) |
| 베르디에                 |
| 알프레도 마사나          |
| 엔리케 페리스            |
| 로마 폰스                |
| 에스테베스               |
| 호세 로드리게스          |
| A. 모랄레스              |
| 프란시스코 아르메트      |

| 소시에다드 힘나스티카:  |
|                         |
| 폴라                    |
| 로카                    |
| 카루아나                |
| 프란시스코 바온사       |
| 호세 마누엘 킨델란      |
| 몬토토                  |
| 에스피노사              |
| 에울로히오 우리바리     |
| 리카르도 우리바리       |
| F. 구스만               |
| 아폴리나리오 로드리게스 |